# 砥川神社
砥川神社（とがわじんじゃ）は、熊本県上益城郡益城町砥川の岩戸川の南地域の字「宮ノ本」に所在する神社である。砥川宮（とがわぐう）とも、同県阿蘇市鎮座の阿蘇神社の末社とされた為に砥川阿蘇神社とも呼ばれる。

## 祭神
天照大神と阿蘇十二神（阿蘇神社の祭神12柱）を祀る。

## 由緒
社伝によれば、天慶年中（10世紀前葉）に藤原師輔が讒言により当地へ流罪となり3年余り謫居したが、阿蘇十二神に祈念する事で免されて都へ帰る事となった為、流謫中に儲けた一子を西遠寺（または西園司）左金吾氏続と名付けて当地へ残したところ、氏続は長じて当地の領主となったが、正暦2年（991年）のある日、阿蘇大明神（阿蘇十二神）の使いと称する老人が氏続の夢中に訪れ、屋敷の北側の梛の林を阿蘇大明神が鎮座地として所望しているので大明神を勧請するように、神託の徴として屋敷の庭に柿の木を生やしておくと告げ、夢から覚めた氏続が確かめたところ庭に葉を茂らせた柿の木が一夜にして生えていた為に、夢告に従い同年9月19日に阿蘇大明神を勧請し、自らその祭祀を司った事に創まるという。その後延久4年（1072年）に菊池則隆が武運長久を祈願して社殿を再興し、50町（およそ18万坪）を社領として寄進し、久寿年間（12世紀中半）には九州へ下向した源為朝も社殿を修造して改めて阿蘇大明神（12柱）を勧請して社領を寄進した為に合わせて24柱の祭神を祀る神社となり、神社名を「砥川宮」と称したといい、治承年中（12世紀末葉）には平重盛が山城国から稲荷神を勧請して境内に祀ったという。
この由緒には例えば菊池則隆による社領寄進や源為朝に関する箇所等、真偽が疑われる点が多いものの、鳥羽上皇院政期（12世紀）には国衙の管する公領であったと思われる当地砥川において、その経営を請け負っていたらしい砥川氏と、その同族である田口氏や更に砥川南西部の現熊本市南区富合町付近を拠点とした木原氏といった在地勢力同士が国衙も交えて抗争しており、砥川氏は藤原氏系菊池氏の分かれ、木原氏は本姓源氏を称しているので、為朝に関する部分は砥川氏の在地支配と木原氏の当地への進出なりを背景としてこれを為朝に仮託して形成された可能性がある。もっとも、阿蘇大明神を勧請して創祀されたものであるのなら、阿蘇神社12柱の確立は平安時代末期（11世紀後半から12世紀前半）頃と思われるので、それを考慮すると創祀の時期は早くても鎌倉時代初期（13世紀初）頃と考えられる。
その後延文4年（1359年）に菊池武光が社殿を修造するとともに懐良親王からは位階と綸旨を賜ったと伝え、南北朝時代の九州における南朝方を代表する懐良親王や菊池武光との関係を伝える点からは当時の当地及び当神社が南朝方に属していた事が窺えるものの詳らかでなく、応永11年（1404年）には北朝である室町幕府領とされ、北朝寄りの阿蘇神社大宮司阿蘇惟村が代官とされているので、これを契機に祭神を同じくする事から阿蘇神社の末社に位置付けられるとともに、西園寺氏の氏神から砥川の村氏神へと展開し、以来砥川の村民からの崇敬を受けたものと思われる。
天正16年（1588年）に小西行長の焼き討ちに遭って社殿や古記録を焼失し社宝も奪われたものの神体は避難させており、慶長6年（1601年）に由緒ある神社という事でその神体を還遷させる体で加藤清正により再興されたといい、近世には十二宮大明神社とも称され、その祭日（9月19日）には近郷諸村からの参詣者も多く、花火が打ち上げられる等大層な賑わいを見せたといい、その花火の製造や打ち上げの方法は秘伝として現も社家であった西園寺家に伝えられているという。なお、戦国時代には境内に神宮寺があったと思われる（下述）。
明治に入って村社に列した。
現在は、嘉島町鎮座夫婦神の浮島神社の井王三郎直毘氏が宮司を務めている。

## 祭祀
10月17日の例祭では五穀の豊穣を感謝する獅子舞が奉納される（詳しくは「砥川神社奉納獅子舞」を参照）。
社司は中、近世を通じて西園寺家が襲った。家祖氏続が、藤原師輔が西国に隠れて生んだ男であった事に因んで西遠寺（または西園司）を氏名（うじな）としたというが、継嗣関係が定かとなるのは嘉慶2年（1388年）以降であり、少なくともそれ以来は同家が代々世襲している。なお、氏名は嘉慶2年以前に西園寺に改められており、また一時期中林を称していたがこれは明和の始め（1760年代後半）に西園寺に復している。

## 境内
境内に「からん」と呼ばれていた場所があった。社伝は平重盛が勧請して自筆の額を掲げたという稲荷社が中古兵火に罹って焼失した跡であり、「からん」と呼ばれるのは誤伝であるとするが、境内には他に元亀2年（1571年）の年紀を持つ板碑も残存しており、銘文によるとこれは施主が天台宗の教えに基づいて法華経2,000部を読誦し、生前に菩提を祈る逆修を行った記念に建てたものと判るので、戦国時代末には境内に寺院が存在しその跡が「からん（伽藍）」と呼ばれたものとも思われ、だとするとその寺院は神宮寺であった可能性が高い。
また江戸時代末には榊が1本立ち、それは社司初代の西園寺氏続が受けた夢告の徴である柿の木（阿蘇殿柿と呼ばれていた）が枯死したために植え継いだものという。